# Доброво (Брда)
Доброво (словен. Dobrovo) је градић и управно средиште општине Брда, која припада Горишкој регији у Републици Словенији.
По попису становништва из 2011. године, насеље Доброво имало је 368 становника.
Доброво је средиште важне словеначке виноградарске области Брда.